# قنیور

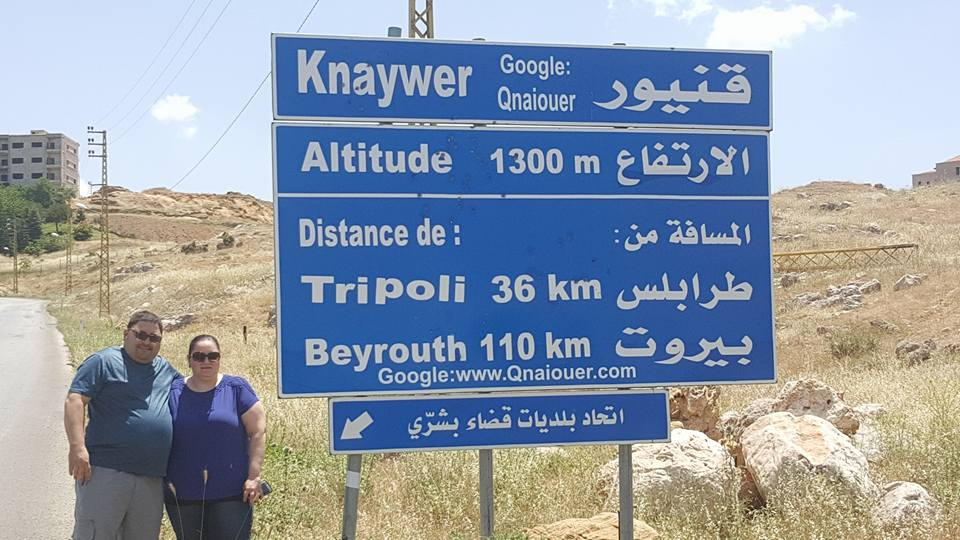
قنیور

قنیور (به عربی: قنيور) یک منطقهٔ مسکونی در لبنان است که در شهرستان بشری واقع شده‌است.
 قنیور   ۱٬۳۰۰ متر بالاتر از سطح دریا واقع شده‌است.